# Gaetano Crivelli
Gaetano Crivelli (ur. 20 października 1768 w Brescii, zm. 10 lipca 1836 tamże) – włoski śpiewak operowy, tenor.

## Życiorys
Studiował w Neapolu u Andrei Nozzariego i Giuseppe Aprilego. Od 1793 roku występował w Brescii. W 1805 roku debiutował w mediolańskiej La Scali. Od 1811 roku występował w Théâtre des Italiens w Paryżu (debiut w Pirro Giovanniego Paisiella). Od 1817 do 1818 roku śpiewał w Londynie, następnie wrócił do Włoch. W 1824 roku w Wenecji kreował rolę Adriana w prapremierowym przedstawieniu opery Giacoma Meyerbeera Il crociato in Egitto. Występował także w operach F. Paëra i W.A. Mozarta. W 1831 roku zakończył karierę sceniczną. W Londynie opublikował pracę The Art of Singing and New Solfeggios for the Cultivation of the Bass Voice.
Jego bratem był Domenico Crivelli (1793–1857), kompozytor i nauczyciel śpiewu działający w Londynie.